# Teorema di Descartes
In geometria il teorema di Descartes è una formula che esprime la relazione tra quattro circonferenze mutuamente tangenti (circonferenze che si baciano). Il teorema, dimostrato da René Descartes (Cartesio) nel 1643, può essere usato per costruire una quarta circonferenza tangente, date altre tre.

## Storia
Problemi geometrici relativi a circonferenze tangenti furono studiati fin dall'antica Grecia; Apollonio di Perga, nel III secolo a.C. dedicò all'argomento un intero libro (Sulle tangenze), andato perso nel tempo.
Fu Cartesio nel 1643 a riprendere l'argomento e a fornire una dimostrazione in una lettera alla principessa Elisabetta de Hervorden (figlia di Elisabetta di Boemia). In seguito Frederick Soddy ripropose una sua versione del teorema in versi, nella poesia The Kiss Precise, pubblicata il 20 giugno 1936 sul periodico Nature; da qui nacque anche l'usanza di chiamare circonferenze di Soddy le quattro circonferenze tangenti coinvolte nel teorema. Soddy fornì anche una dimostrazione del teorema estesa al caso di sfere tangenti.

## Enunciato del teorema

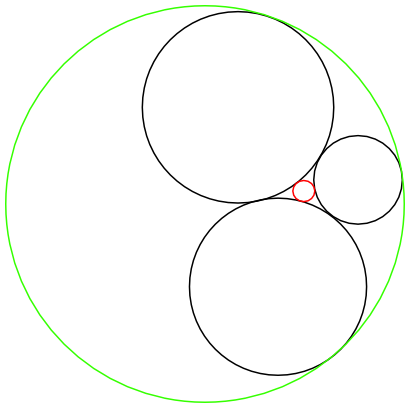
Date tre circonferenze mutuamente tangenti (in nero), il teorema di Descartes permette di trovare una quarta circonferenza tangente; esistono due soluzioni possibili una interna (in rosso) e una esterna (in verde).

Date quattro circonferenze mutuamente tangenti (non più di due tangenti internamente) di raggio {\displaystyle r_{j}} ({\displaystyle j=1,2,3,4)}, vale la seguente relazione:
{\displaystyle (k_{1}+k_{2}+k_{3}+k_{4})^{2}=2\,(k_{1}^{2}+k_{2}^{2}+k_{3}^{2}+k_{4}^{2}),}
dove k=±1/r è la curvatura della i-esima circonferenza. Se la tangenza è esterna allora bisogna assegnare il segno + mentre se è interna bisogna assegnare il segno -. Il teorema può quindi essere scritto anche utilizzando i raggi delle circonferenze:
{\displaystyle \left({\frac {1}{r_{1}}}+{\frac {1}{r_{2}}}+{\frac {1}{r_{3}}}+{\frac {1}{r_{4}}}\right)^{2}=2\left({\frac {1}{r_{1}^{2}}}+{\frac {1}{r_{2}^{2}}}+{\frac {1}{r_{3}^{2}}}+{\frac {1}{r_{4}^{2}}}\right).}
Date tre circonferenze tangenti, il raggio della quarta circonferenza può essere trovato come:
{\displaystyle k_{4}=k_{1}+k_{2}+k_{3}\pm 2{\sqrt {k_{1}k_{2}+k_{2}k_{3}+k_{3}k_{1}}}.}
Il segno ± indica che in generale esistono due possibili circonferenze, una esterna e l'altra interna alle tre iniziali.

### Casi particolari
Il teorema può essere esteso al caso in cui una delle circonferenze degenera in una retta; in questo caso una delle tre curvature è nulla; ad esempio, ponendo {\displaystyle k_{3}=0} si ricava
{\displaystyle k_{4}=k_{1}+k_{2}\pm 2{\sqrt {k_{1}k_{2}}}.}
Il teorema non è applicabile al caso in cui due o tre circonferenze degenerano in rette.

## Teorema di Descartes complesso
Il teorema di Descartes classico fornisce i raggi delle circonferenze tangenti; queste vengono determinate completamente una volta noti i centri delle stesse; se le coordinate dei centri sono date da {\displaystyle C_{j}(x_{j},y_{j})} sul piano complesso i centri corrispondono ai numeri {\displaystyle z_{j}=x_{j}+iy_{j}}.
Si può allora dimostrare che vale la relazione
{\displaystyle (k_{1}z_{1}+k_{2}z_{2}+k_{3}z_{3}+k_{4}z_{4})^{2}=2(k_{1}^{2}z_{1}^{2}+k_{2}^{2}z_{2}^{2}+k_{3}^{2}z_{3}^{2}+k_{4}^{2}z_{4}^{2}),}
che è detta teorema di Descartes complesso.
Date tre circonferenze, si può applicare il teorema classico per trovare la curvatura della quarta circonferenza, e il teorema complesso per determinarne il centro.